# よしじまあたる
よしじま あたるは、日本のイラストレーター、美少女コミック作家。宮崎県出身。東京都在住。男性。帝京大学卒業。
同人誌での活動を経て商業誌に発表の場を移す。色紙に二次創作のイラストを描くことが多い。四角い色紙に収まりよくなんでも描くことから、色紙職人、色紙マジシャンなどの異名を持つ。『ペンギンクラブ山賊版』富士美出版で『わーきんぐガールズ♥』を連載中。（竹書房「レプリカント」、富士見書房『ペンギンクラブ山賊版』掲載プロフィールから抜粋）
近年はアニメのトークイベントへ業界の著名人と共に登壇するなどの活動も行い。また、ラジオ番組『きかせられないラジオ』(長崎放送)のリスナー・ゲストとして、番組企画「きかラジたん育成計画」にも参加している。

## 作品リスト

### イラスト
- 『ペンギンクラブ山賊版』富士美出版にイラスト掲載
- 大江英明『団地×少女アンソロジー 団地少女』密林社にイラスト掲載
- SUDACCI『レプリカント VOL.43』竹書房にイラスト掲載
- 不二川巴人『花見酒』サンライズにイラスト掲載
- 舞浜ののか『姉メイド』キリブックスにイラスト掲載
- 同人CD『艦これ』艦娘歌集・抜錨！ 艦娘行進曲！ ～この愛のデカさは超弩級ッ～ - 艦隊これくしょんコンピレーションアルバムにイラスト掲載

### コミック
- 『IS 〈インフィニット・ストラトス〉 公式アンソロジーコミック』（メディアファクトリー）
- 『わーきんぐガールズ♥』（『ペンギンクラブ山賊版』）を連載中[要出典]